# خورشیدفرشته گلوارغوانی
خورشیدفرشته گلوارغوانی (نام علمی: Heliangelus viola) گونه‌ای مرغ مگس در تبار خورشیدفرشته‌تباران (Lesbiini) از زیرتیرهٔ خورشیدیان (Lesbiinae) است که در اکوادور و پرو یافت می‌شود.